# Büsenbachtal und Wörmer Wälder
Büsenbachtal und Wörmer Wälder bezeichnet ein Naturschutzgebiet in den niedersächsischen Gemeinden Handeloh und Tostedt in der Samtgemeinde Tostedt im Landkreis Harburg.

## Allgemeines
Das Naturschutzgebiet mit dem Kennzeichen NSG LÜ 378 ist circa 222 Hektar groß. Es wurde zum 1. Juli 2024 als Naturschutzgebiet ausgewiesen. In ihm ging das zum 20. Mai 1939 ausgewiesene Landschaftsschutzgebiet „Büsenbachtal“ mit dem Kennzeichen LSG WL 006 auf, das sich über rund 53 Hektar erstreckte und große Teile der Heideflächen des Büsenbachtals umfasste. Es war eines der ältesten Schutzgebiete im Landkreis Harburg. Zuständige untere Naturschutzbehörde ist der Landkreis Harburg.

## Beschreibung
Das aus zwei Teilflächen bestehende Naturschutzgebiet liegt südwestlich von Buchholz in der Nordheide an der Ostflanke der Lohberge, eines Endmoränenzuges im Norden der Lüneburger Heide. Es umfasst das vom Büsenbach und dem ihm zufließenden Kaiserbach durchflossene Bachtal mit seiner flächigen Heidelandschaft und überwiegend daran angrenzende Wälder auf zum Teil historisch alten Waldstandorten. Die Wälder mit Eichen- und Buchenbeständen enthalten Relikte historischer Waldnutzungsformen wie Hute- und Niederwälder. Nördlich des Büsenbachtals ist am Ortsausgang von Holm-Seppensen ein Eichenwaldgebiet in das Naturschutzgebiet einbezogen. Das Naturschutzgebiet hat als Relikt der kulturhistorischen Heide- und Waldlandschaft der Lüneburger Heide besondere Bedeutung.
Zum Schutz der rund 53 Hektar großen Heidelandschaft wurde bereits 1930 vom Regierungspräsidenten in Lüneburg mit den damaligen Eigentümern vertraglich vereinbart, das Büsenbachtal nicht zu verändern und insbesondere auch nicht zu bebauen. Trotzdem gab es bis Anfang der 1950er-Jahre wiederholt Bestrebungen, die Heide aufzuforsten oder mit Wochenendhäusern zu bebauen. 1952 erwarb der Landkreis Harburg das Büsenbachtal für 41.000 DM. Nach dem Kauf des Büsenbachtals durch den Landkreis Harburg wurden Maßnahmen zur Wiederherstellung und zum Schutz der Heidelandschaft durchgeführt, die im Laufe der Jahre zunehmend mit Kiefern und Birken bewachsen war. Zur Pflege wird die Heide regelmäßig mit Schafen und Ziegen beweidet. Teilweise wird die Heide zur Verjüngung abgeplaggt.
Das Büsenbachtal wird großflächig von Besenheide eingenommen. In die Heidelandschaft sind vielfach Einzelgehölze oder kleine Gehölzgruppen aus Hängebirke, Waldkiefer und Wacholder eingebettet. Im unteren Bereich des Büsenbachs sind Gräser vorherrschend. Die Flächen sind hier teilweise verbuscht. Die im Naturschutzgebiet liegenden Wälder sind überwiegend naturnah ausgebildet. Sie verfügen über einen hohen Alt- und Totholzanteil.
Der Büsenbach entspringt oberhalb des Tals in einem in den Lohbergen gelegenen Quellmoor. Etwa einen Kilometer unterhalb seiner Quelle war er zu einer Fischteichanlage aufgestaut. Das Grundstück wurde 2016 vom Landkreis Harburg gekauft und die Fischteiche und angrenzende Bereiche bis 2019 zu einem naturnahen Biotop umgestaltet. Im Zuge der Renaturierungsmaßnahmen wurde auch der Bachlauf des Büsenbachs unterhalb der Teichanlage als naturnaher Geestbach mit einem schmalen und strukturreichen Bachbett sowie der Verlauf des Kaiserbachs als Nebengewässer des Büsenbachs, der ebenfalls in die Teichanlage geleitet wurde, wiederhergestellt. Beide Bäche sind unverbaut und verlaufen naturnah durch das Naturschutzgebiet.
Im weiteren Verlauf des Tals versickert der Büsenbach im Untergrund. Er tritt in der Nähe des Handeloher Ortsteils Wörme wieder an die Oberfläche und fließt als linker Nebenfluss der Seeve zu.
Das Büsenbachtal ist Lebensraum unter anderem für verschiedene Insekten, Vögel wie Heidelerche und Baumpieper und Reptilien wie Kreuzotter, Ringelnatter, Schlingnatter, Zaun- und Waldeidechse. Die Teiche beherbergen verschiedene Amphibien und Libellen. Die Wälder beherbergen unter anderem auf Totholz angewiesene Insekten sowie verschiedene Fledermaus- und Spechtarten.
Das Büsenbachtal grenzt stellenweise an Wochenendhaussiedlungen, die hier in der Zeit zwischen dem Ersten und Zweiten Weltkrieg gebaut wurden. Der am Ortsausgang von Holm-Seppensen liegende Teil des Naturschutzgebiets wird von der Kreisstraße 72 gequert.

## Tourismus
Das Büsenbachtal kann von sandigen Wanderwegen aus erlebt werden. Über den Büsenbach führen an mehreren Stellen Holzbrücken. Durch das Gebiet verläuft ein Abschnitt des Heidschnuckenwegs. Außerdem beginnt hier die Heideschleife Büsenbachtal, einer von mehreren Rundwanderwegen am Heidschnuckenweg. Der Europäische Fernwanderweg E1 verläuft direkt am Rand des Büsenbachtals. Der rund 79 Meter hohe Pferdekopf am Nordrand des Büsenbachtals dient als Aussichtspunkt über die Heidelandschaft.
Das Büsenbachtal ist ein beliebtes Ausflugs- und Naherholungsgebiet. Insbesondere zur Heideblüte ist das Gebiet von Besuchern stark frequentiert. Durch die Freizeitnutzung kommt es insbesondere mit Blick auf den Naturschutz immer wieder zu Konflikten. Anfang 2022 wurde zunächst befristet für ein Jahr ein Rangerprojekt ins Leben gerufen. Seit Oktober 2023 gibt es im Landkreis Harburg eine Landschaftswacht, deren Ranger sich um die Überwachung der Schutzgebiete im Landkreis Harburg kümmern.